# Penitenciária Estadual de Fox River

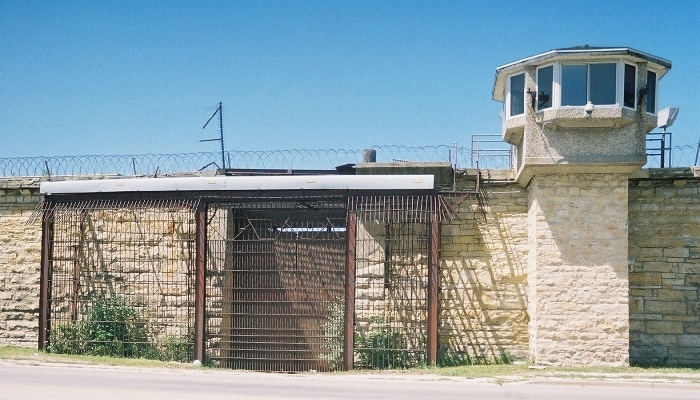

A Penitenciária Estadual de Fox River (do Inglês: Fox River State Penitentiary) é uma prisão de segurança máxima nível 1, cenário que foi criado para a primeira temporada de Prison Break em 2005.
Fox River é baseada em uma prisão real chamada de (Joliet Prison), situada em Joliet no estado de Illinois no Condado de Cook. Em Fox River nunca houve nenhum relato de fuga, antes de Michael Scofield.

## Prison Break
Michael Scofield é formado em Engenharia estrutural, profissão esta que o levou a trabalhar na construção da penitenciária. Michael analisou todas as plantas e memorizou as instalações e caminhos, túneis e canos que passam e sustentam a prisão antes de ser encarcerado, embora a planta da prisão tenha sido tatuada em seu corpo utilizando Esteganografia. Ao contrário de Sona, Fox River é uma prisão extremamente complexa, com muitos guardas, muitos prisioneiros e um regulamento de cela mais exigente. A fuga é definitivamente impossível e só foi uma façanha de Scofield pois o próprio que a construiu.

## Filmagens
A Fachada da Joliet Prison foi a principal área de filmagens da primeira temporada. Embora alguns cenários tenham sido construídos especialmente devido a certas constrições da instalação, muitas cenas interiores ou até mesmo exteriores foram filmadas dentro da Joliet Prison, como a cela que foi ocupada brevemente pelo serial killer conhecido por John Wayne Gacy.Além disso, a utilização de Joliet Prison foi relatada como a representação da vida real da Penitenciária Estadual Fox River contribuiu para a "sensação narrativa do show". O criador e produtor executivo da série, Paul Scheuring descreve ainda a prisão como, "Um personagem de si mesmo".